# San Leonardo in Passiria
San Leonardo in Passiria (también, St. Leonhard in Passeier) es un municipio italiano situado en la provincia autónoma de Bolzano - Tirol del Sur, en Trentino-Alto Adigio. Tiene una población estimada, a fines de marzo de 2023, de 3607 habitantes.
Según el censo de 2011, el 98.83% de la población tiene el alemán como lengua materna y el 1.05%, el italiano.

## Evolución demográfica
| Gráfica de evolución demográfica de San Leonardo in Passiria entre 1861 y 2023 |
|                                                                                |
| Fuente: ISTAT - Elaboración gráfica de Wikipedia                               |